# Стефан II
У джерелах до 1960-х років цього папу іноді називають Стефан III, у той час як обраного папу Стефана II іноді називають Стефан II. 
Див. Стефан II (обраний папа) для детальнішого опису.
Стефан II (III) (лат. Stephanus; ? — 26 квітня 757, Рим, Папська держава) — дев'яносто другий папа Римський (26 березня 752—26 квітня 757).
На час його обрання лангобарди захопили італійські землі на північ від Риму, а також заволоділи Равенною, номінальною столицею екзархату Візантійської імперії. Виникла загроза нападу лангобардів на Рим, а тому папа звернувся за допомогою до недавно коронованого короля Франків Піпіна Короткого. З цією метою Стефан II (III) першим серед пап перейшов Альпи та прибув до Парижа, де ще раз освятив Піпіна як короля, надавши йому титул римського патриція.
Натомість Піпін взяв на себе обов'язок захисника церкви, а тому двічі нападав на Італію, вирішуючи таким чином проблеми, які створювали лангобарди. Піпін передав в управління папи землі між Римом і Равенною, започаткувавши утворення Папської держави.